# Hektor Mülich

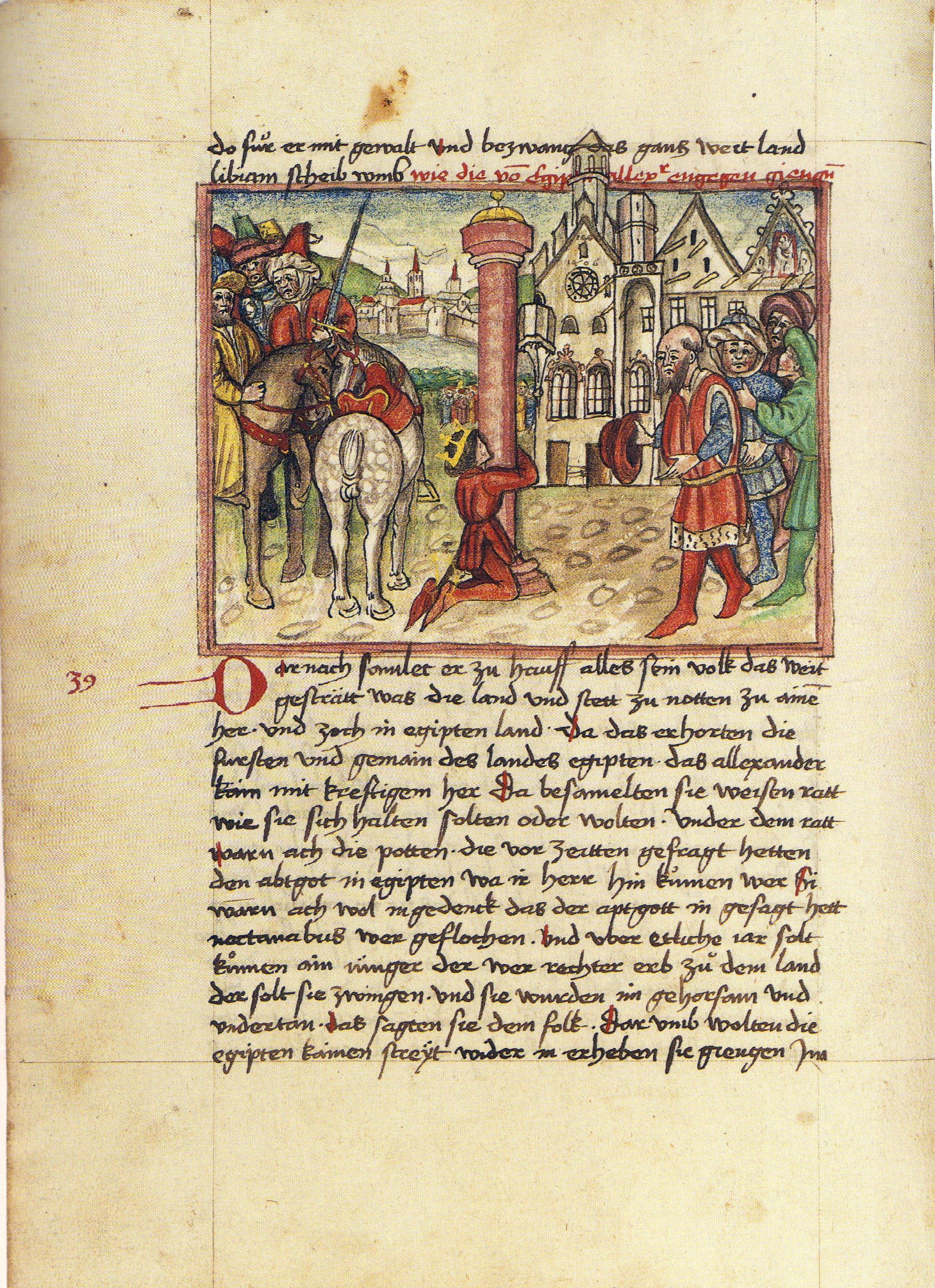
Eigenhändige Illustration von Hektor Mülich

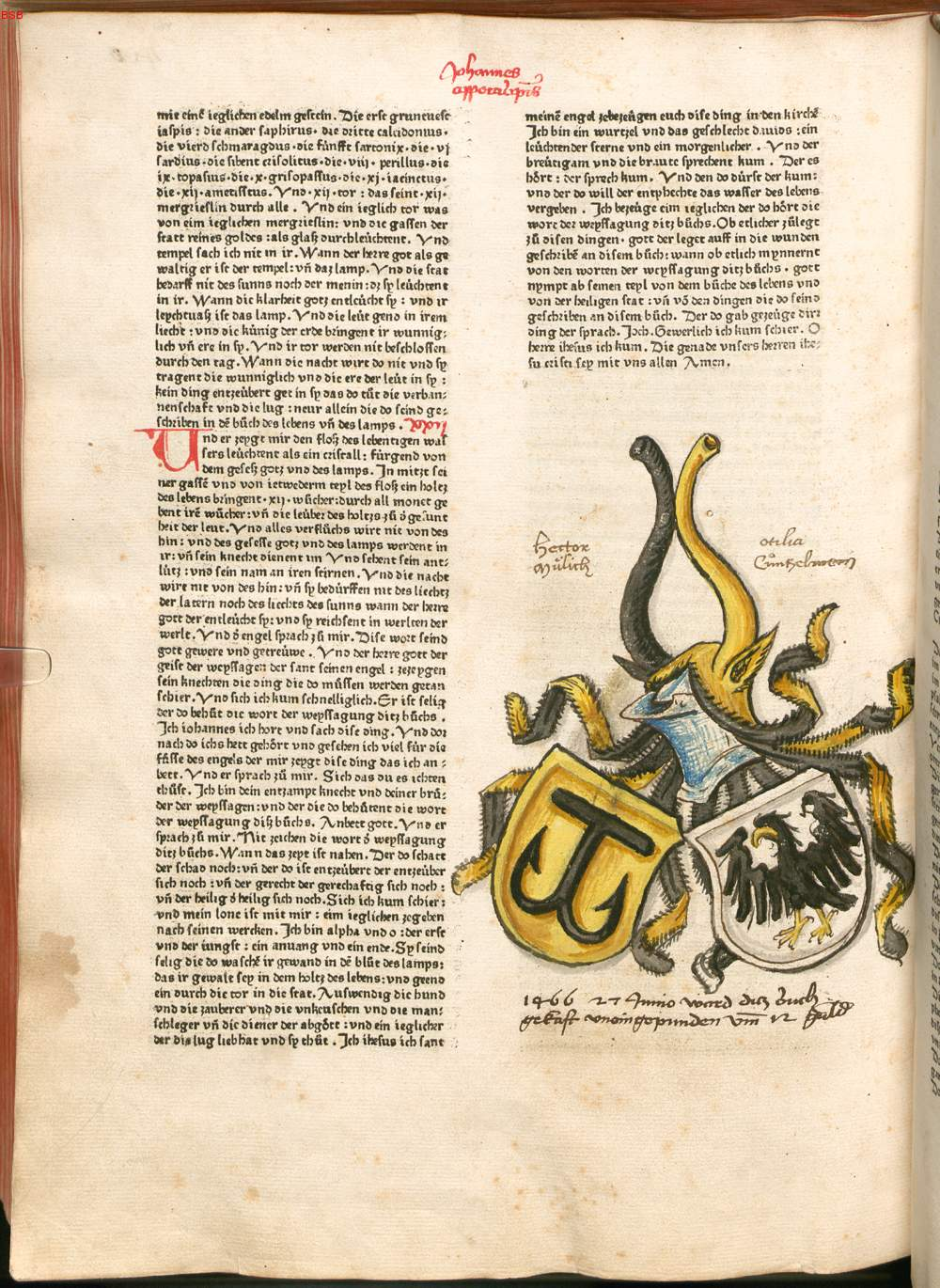
Allianzwappen und Besitzeintrag in Mülichs Exemplar der Mentelin-Bibel, 27. Juni 1466

Hektor Mülich (* um 1420 in Augsburg; † zwischen Oktober 1489/Oktober 1490 ebenda) war ein Augsburger Kaufmann und Chronist.
Von 1465 bis 1485 ist Hektor Mülich als Ratsherr nachgewiesen. In erster Ehe war er mit der Patrizierstochter Ottilia Conzelmann (gest. zwischen 1466 und 1473), in zweiter Ehe mit Anna, Tochter des Jakob Fugger der Ältere verheiratet.
Mülichs bis 1487 reichende handschriftliche Chronik gilt als vorzügliche Quelle, sofern sie die von ihm selbst erlebte Zeit behandelt. Er dokumentierte darin bedeutsame Ereignisse in der Stadt Augsburg, in der Region, im Reich und in europäischen Nachbarländern. Dabei profitierte er von seinem Zugang zu amtlichen Unterlagen und dem Nachrichtenwesen der Kaufmannschaft. Die Chronik wurde von Wilhelm Rem bis 1511 fortgesetzt.
Hektor Mülich sammelte Bücher. Einige Handschriften sind noch erhalten, die er – teilweise gemeinsam mit seinem Bruder Jörg – abschrieb und eigenhändig illustrierte. Dazu gehörte auch ein Exemplar der gedruckten Mentelin-Bibel, das er zusammen mit seiner ersten Gattin am 27. Juni 1466 erworben, eigenhändig rubriziert und mit Buchmalerei, auch mit dem Allianzwappen von sich und seiner Gemahlin ausgeschmückt hat.

## Werk
- Chronik, in: Die Chroniken der deutschen Städte Bd. 22 (1892) Internetarchiv